# Homalopetalum pachyphyllum
Homalopetalum pachyphyllum là một loài thực vật có hoa trong họ Lan. Loài này được (L.O.Williams) Dressler mô tả khoa học đầu tiên năm 1964.